# Prostitution i Thailand
Prostitution är olaglig i Thailand sedan 1960. I praktiken tolereras den. Den är delvis reglerad och förekommer över hela landet

## Omfattning
Sexbranschen utgör en stor del av den thailändska ekonomin. Den anses ha gynnats av en ojämlikhet mellan män och kvinnor, kopplad till theravada-buddhismens utbredning i landet.

### Ekonomi och storlek
Försäljning av sexuella tjänster är ofta betydligt mer inkomstbringande än andra arbeten. Enligt Empower, en stödorganisation för sexarbetare i Thailand bildad 1984, kan en sexarbetare tjäna mellan två och tio gånger så mycket som den thailändska minimilönen på 325 baht per dag.
Prostitutionens omfattning i Thailand är omdebatterad fråga. Dr. Nitet Tinnakul vid Chulalongkorn University uppskattade år 2004 antalet personer som sålde sex i landet till 2,8 miljoner, varav två miljoner kvinnor, 20 000 vuxna män och 800 000 underåriga (under 18 år). Dock menar kritiker att dess siffror över antalet kvinnor och minderåriga varit kraftigt överdrivna, baserat på dåliga forskningsmetoder och ofta framförda av kritiker av sexbranschen som fenomen. Andra siffror omkring sexbranschen i Thailand anger dess storlek till cirka 120 000, 250 000 eller 300 000.

## Historik

### Bakgrund
Bakgrunden till den moderna sexbranschens tog sin form under andra världskriget, då ockupationsmakten Japan etablerade militärbaser i landet (se även tröstekvinnor). Branschen expanderade under Vietnamkriget, när amerikanska soldater besökte Bangkok under permissioner.

### Lagar mot prostitution
1960 instiftades förbud mot prostitution i thailändsk lag. Denna lag applicerades dock sällan, eftersom folk verksamma i branschen lätt kunnat köpa sig fria från rättsliga insatser. En ny lag mot prostitution infördes 1996 i form av Prevention and Suppression of Prostitution Act. Denna lag infördes efter påtryckningar från USA och dess politik om att minska människohandel och relaterade verksamheter.
Under den thailändska militärregimen från 2014 bedrev myndigheterna ett mer medvetet polisarbete för att minska prostitutionen i landet. Man vill förvandla Thailands rykte från ett land med en omfattande sexbransch till en fokuserad på lyxturism.

### Förslag till avkriminalisering
2023 skrevs ett förslag till en avkriminalisering av prostitution och sexköp i Thailand. Lagförslaget var en följd av en önskan att minska problemen med utsatthet och marginalisering för sexsäljarna i en miljö där den utbredda prostitutionen i praktiken tolereras av ordningsmakten men för med sig en omfattande korruption. Godtyckligheten i polisens verksamhet anses också hindra dess möjligheter att ingripa emot människohandel, eftersom lagen inte skiljer mellan frivillig och tvingad prostitution. De prostituerade blir också rättslösa i en miljö där deras arbete står utanför lagen. Enligt gällande lag kan en prostituerad bötfällas med upp till 1 000 baht, och kunder som betalar för sex med minderåriga riskerar upp till sex års fängelse.
Lagförslaget har kritiserats internationellt, bland annat från vissa pressröster i Sverige (där sexköp är förbjudet) där det talas om att en legalisering/kriminalisering tvärtom skulle förstärka utsatthet och endast gynna sexköparna. Det thailändska lagförslaget innefattar en möjlighet för personer att sälja sex från 20 års ålder.